# 向玉軒
向玉軒（？—？），號西崑，四川保寧府通江縣（今四川通江縣）人，清初政治人物，同進士出身。

## 生平
天啓四年（1624年）甲子科四川鄉試第三十四名舉人，崇禎七年（1634年）甲戌科會試第二百五十一名，廷試三甲第一百九十三名進士。刑部觀政，崇祯九年授行人司行，十年丁憂，十二年補原职。清朝順治元年（1644年），授行人司行人，后改吏科給事中、進兵科右給事中。次年，任山東鄉試正考官。后授兵科都給事中。順治二年，改戶科左給事中。次年，升吏科都給事中。

## 家族
曾祖向翀，成化乙未進士、御史；祖父向阁，嘉靖戊午举人、知縣，陞平凉府通判；父向天麟，榮昌恩貢。